# Archibald Sayce
Archibald Henry Sayce, född 1846 nära Bristol, död 1933, var en engelsk orientalist, särskilt assyriolog. 
Sayce prästvigdes 1870 och blev 1876 Max Müllers efterträdare som extra ordinarie professor i jämförande språkforskning i Oxford och 1891 professor i assyriologi där.